# Südostasienspiele 2005/Wushu
| XXXIII. SEA Games     | XXXIII. SEA Games    |
| --------------------- | -------------------- |
|                       |                      |
| Name der Disziplin    | 武術 (pinyin: wǔshù) |
| Teilnehmende Nationen | 11                   |
| Eröffnung             | 28. November 2005    |
| Beendet               | 30. November 2005    |

Das Wushu-Turnier der 23. Südostasienspiele, 2005 fand vom 28.–30. November, 2005 in der Emilio-Aguinaldo-Fachhochschule in Ermita, Manila, Philippinen statt. Am gleichen Ort wurden auch die Arnis-Wettkämpfe ausgetragen.

## Medaillengewinnerinnen und -gewinner
| Event                              | Gold                                   | Silber                                  | Bronze                                                                        |
| ---------------------------------- | -------------------------------------- | --------------------------------------- | ----------------------------------------------------------------------------- |
| Herren Taolu – Nanquan             | Pedro Quina ( Philippinen)             | Ho Ro Bin ( Malaysia)                   | Sandry Liong ( Indonesien)                                                    |
| Herren Taolu – Daoshu              | Arvin Ting ( Philippinen)              | Ang Eng Chong ( Malaysia)               | Aung Si Thu ( Myanmar)                                                        |
| Herren Taolu – Jianshu             | Willy Wang ( Philippinen)              | Phi Wai Phyo ( Myanmar)                 | Lim Yew Fai ( Malaysia)                                                       |
| Herren Taolu – Qiangshu            | Willy Wang ( Philippinen)              | Van Cuong Nguyen ( Vietnam)             | Aung Si Thu ( Myanmar)                                                        |
| Herren Taolu – Changquan           | Tien Dat Nguyen ( Vietnam)             | Phi Wai Phyo ( Myanmar)                 | Alvin Ting ( Philippinen)                                                     |
| Herren Taolu - Taijiquan-Taijijan  | Gon Qiu Bin ( Singapur)                | Kenneth Lim ( Philippinen)              | Manh Cuong Chu ( Vietnam)                                                     |
| Herren Sanshou – 48 kg             | Rene Catalan ( Philippinen)            | Minh Tung Le ( Vietnam)                 | Wathana Sasaku ( Thailand) Pyi Han Tun ( Myanmar)                             |
| Herren Sanshou – 56 kg             | Nhat Huy Tren ( Vietnam)               | Rexel Nganhayna ( Philippinen)          | Maung Maung Han ( Myanmar) Wichan Toonkratoak ( Thailand)                     |
| Herren Sanshou – 60 kg             | Wiwat Choo-Ubon ( Thailand)            | Phoxay Aphaylath ( Laos)                | Saw Khaing ( Myanmar) Mark Ediva ( Philippinen)                               |
| Herren Sanshou – 70 kg             | Eduard Folayang ( Philippinen)         | Duc Trung Nguyen ( Vietnam)             | Hla Moe ( Myanmar) Metee Phonork ( Thailand)                                  |
| Herren Taolu – Duilian/Duell       | Philippinen Lester Pimentel Richard Ng | Vietnam Tien Dat Nguyen Duc Trong Tran  | Thailand Somdej Srisuk Wanchalerm Puangthong Indonesien Heryanto Sandry Liong |
|                                    |                                        |                                         |                                                                               |
| Damen Taolu – Gunshu               | Thanh Xuan Dam ( Vietnam)              | Susyana ( Indonesien)                   | Kieu Mu Dung Lam ( Vietnam)                                                   |
| Damen Taolu – Nanquan              | Ma Swe Swe Thant ( Myanmar)            | Thi Ngoc Oanh Nguyen ( Vietnam)         | Thi Thuy Duong Nguyen ( Vietnam)                                              |
| Damen Taolu – Quingshu             | Thi My Duc Nguyen ( Vietnam)           | Khor Poh Chon ( Singapur)               | Tra My Vu ( Vietnam)                                                          |
| Damen Taolu – Changquan            | Thi My Duc Nguyen ( Vietnam)           | Susyana ( Indonesien)                   | Chai Fong Wei ( Malaysia) Thanh Xuan Dam ( Vietnam)                           |
| Damen Taolu - Taijiquan – Taijijan | Mai Phuong Bui ( Vietnam)              | Janice Hung ( Philippinen)              | Shen Pin Xiu ( Singapur)                                                      |
| Damen Taolu – Jianshu              | Vicky Ting ( Philippinen)              | Susyana ( Indonesien)                   | Thi My Duc Nguyen ( Vietnam)                                                  |
| Damen Taolu – Daoshu               | Aida Yang ( Philippinen)               | Thanh Xuan Dam ( Vietnam)               | Chai Fong Wei ( Malaysia)                                                     |
| Damen Sanshou – 45 kg              | Thi Nhu Trang Bui ( Vietnam)           | Jennifer Lagilag ( Philippinen)         | Saisawat Boontan ( Thailand) Thin Zar Soe ( Myanmar)                          |
| Damen Sanshou – 52 kg              | Rhea May Rifani ( Philippinen)         | Thi Ha Ngo ( Vietnam)                   | Kittika Sitthan ( Thailand) Yar Zar Khaing ( Myanmar)                         |
| Damen Taolu – Duilian/Duell        | Philippinen Aida Yang Vicky Ting       | Myanmar Ei Khaing Htwe Ma Swe Swe Thant | Singapur Deng Ying Zhi Ng Xin Ni Vietnam Thi Thuy Duong Nguyen Vu Tra My      |
| Herren Taolu – Duilian/Duell       | Philippinen Lester Pimentel Richard Ng | Vietnam Tien Dat Nguyen Duc Trong Tran  | Thailand Somdej Srisuk Wanchalerm Puangthong Indonesien Heryanto Sandry Liong |